# 比贾布尔县 (切蒂斯格尔邦)
比賈布爾縣是印度的一個縣，位於該國中部，由恰蒂斯加爾邦負責管轄，面積6,562平方公里，每年平均降雨量1,517毫米，2011年人口255,180，人口密度每平方公里39人。
18°45′N 80°41′E / 18.750°N 80.683°E